# Время жить! (телемарафон)
«Время жить!» — телевизионный проект посвященный проблеме ВИЧ/СПИДа в регионах Российской Федерации.

## Критика
Ведущий программы — Владимир Познер. В некоторых регионах программу вела Елена Ханга (Тверь, Нижний Новгород, Самара). О своем участии в проекте «Время жить!» Владимир Познер заявил следующее:
Эта проблема волнует меня лично. Я считаю, что участие в этом проекте — это мой долг.
Премьера программы «Время жить!» в жанре ток-шоу состоялась 1 декабря 2004 года на Первом канале. Вместе с Познером программу вела Тутта Ларсен. Телекритики признали «Время жить!» лучшей программой месяца. C 12 мая 2005 года официально стартовал телемарафон в регионах страны. Финансовыми и организационными вопросами занимался Фонд «Центр социального развития и информации» (PSI), который имел грант от международного фонда Глобус на реализацию этого телепроекта.
Программу, посвященную проблеме распространения ВИЧ/СПИДа в России, поддержали такие популярные музыкальные группы как Мумий Тролль, Моральный Кодекс, Ария.

## О программе
Главная цель проведения ток-шоу «Время жить!» — привлечение внимания общества и государства к проблеме ВИЧ/СПИДа на региональном уровне. Во всех программах телемарафона принимают активное участие, как журналисты региональных СМИ, так и представители некоммерческих организаций и местных центров СПИДа, а также люди живущие с ВИЧ/СПИДом.

Проект реализовывался при поддержке:
1. Федеральной службы по надзору в сфере защиты прав потребителей и благополучия человека Минздравсоцразвития РФ;
2. Межфракционная депутатская рабочая группа по вопросам профилактики и борьбе с ВИЧ/СПИДом и другими социально-значимыми инфекционными заболеваниями
3. Администрации регионов РФ
4. Всемирный банк (World Bank)
5. Объединенная программа ООН по ВИЧ/СПИДу (UNAIDS)
6. АНО «Интерньюс»
7. Детский фонд ООН (UNICEF)
8. Программа развития ООН (UNDP)
9. Национальный форум некоммерческих организаций, работающих в области ВИЧ/СПИДа
10. Фонд социального развития и охраны здоровья «ФОКУС-МЕДИА»
11. «СПИД Фонд Восток-Запад» (AFEW)
12. Сообщество людей, живущих с ВИЧ
13. Проект Европейского союза «Профилактика и борьба с ВИЧ/СПИД, РФ»
14. «Трансатлантический партнер против СПИДа» (ТППС)
15. Открытый Институт Здоровья
16. ООО «ТВ Купол» (Санкт-Петербург)
17. ОАО "Независимая телевизионная станция «Тверской проспект» (Тверь)
18. КТК «Афонтово» (Красноярск)
19. Телевизионный канал «Эфир» (Казань)
20. Телеканал «Волга» (Нижний Новгород)
21. Телерадиокомпания «Томск» (Томск)
22. ООО «Орен-ТВ» (Оренбург)
23. Телеканал «ТВ-7» (Вологда)
24. ГТРК «Псков» (Псков)
25. ГТРК «Бурятия» (Улан-Удэ)

## Выпуски[7]
Первая программа была показана на Первом канале 1 декабря 2004 года.

2005 год
- 15 мая 2005 г. — Санкт-Петербург
- 3 июня 2005 г. — Улан-Удэ
- 2 июля 2005 г. — Ульяновск
- 9 июля 2005 г. — Тверь
- 7 октября 2005 г. — Казань
- 26 октября 2005 г. — Нижний Новгород
- 17 ноября 2005 г. — Телемост Томск-Барнаул-Новосибирск
- 17 декабря 2005 г. — Волгоград/Волжский
- 22 декабря 2005 г. — Оренбург

2006 год

- 26 января 2006 г. — Вологда
- 6 марта 2006 г. — Псков
- 8 июня 2006 г. — Санкт-Петербург
- 28 октября 2006 г. — Телемост Красноярск-Иркутск
- 10 ноября 2006 г. — Калининград
- 14 декабря 2006 г. — Краснодар

2007 год

- 24 февраля 2007 г. — Тверь
- 20 марта 2007 г. — Ростов-на-Дону
- 9 апреля 2007 г. — Саратов
- 22 мая 2007 г. — Челябинск
- 1 июня 2007 г. — Телемост Оренбург-Самара
- 29 июня 2007 г. — Уфа
- 27 сентября 2007 г. — Астрахань
- 31 октября 2007 г. — Ставрополь
- 21 ноября 2007 г. — Пермь

2008 год

- 19 мая 2008 г. — Казань
- 16 июня 2008 г. — Улан-Удэ
- 28 июня 2008 г. — Томск
- 26 октября 2008 г. — Вологда. Телемарафон прошел в стенах Вологодского государственного педагогического университета.[8]
- 29 ноября 2008 г. — Нижний Новгород

2009 год

- 29 января 2009 г. — Красноярск
- 5 марта 2009 г. — Оренбург
- 9 апреля 2009 г. — Иваново
- 24 апреля 2009 г. — Тюмень
- 20 мая 2009 г. — Санкт-Петербург
- 5 ноября 2009 г. — Владивосток
- 10 декабря 2009 г. — Иркутск

2010 год

- 20 января 2010 г. — Екатеринбург
- 14 апреля 2010 г. — Рязань
- 13 мая 2010 г. — Тольятти
- 15 июня 2010 г. — Сочи